# عمر بن مسعود
عمر بن مسعود کِنانی حلبی (- ۱۱۳۱م) شاعر مدح‌سرای شامی بود. بیشتر شعرش وصف و غزل، مدایح و موشحات است. در حما ساکن بود و امیر آنجا منصور و فرزندش افضل را مدح نمود.   